# Lampião
Virgulino Ferreira da Silva, conegut per Lampião (Serra Talhada, 4 de juny de 1898 - Poço Redondo, Sergipe, 28 de juliol de 1938). Va ser un cangaceiro brasiler, que actuà en el nord-est del Brasil, excepte a Piauí i Maranhão, essent conegut com "O Rei do Cangaço", pel fet de ser el més important cangaceiro de la història. El cangaço era una forma de bandolerisme endèmic del nord-est del Brasil, amb uns orígens a finals del segle xix, però que va ser particularment freqüent en els anys vint i trenta del segle xx. Lampião va dirigir una banda de fins a 100 cangaceiros, que ocasionalment ocuparen petites ciutats i que s'enfrontaren en diverses accions amb la policia paramilitar. Les gestes i reputacions de Lampião el van convertir en un heroi popular, l'equivalent brasiler de Jesse James o Pancho Villa.

## Biografia

### Primers anys de vida
Virgulino va néixer el 7 de juny de 1897, a prop del poble de Serra Talhada, al "ranxo" de son pare, "Passagem das Pedras", situat a les terres semiàrides (sertão) de l'estat de Pernambuco. Va ser el tercer dels nou fills de José Ferreira da Silva i Maria Lopes, una humil família de pagesos. Fins a l'edat de 21 anys, va treballar intensament per tenir cura dels escassos ramats del seu pare, d'ovelles i cabres. També feia labors artesanals. Tot i que mai va assistir a l'escola, llegia i utilitzava ulleres, característiques bastant inusuals en la regió aspra i pobra on vivia.
Les terres on visqué eren violentes, fins i tot els pocs policies existents estaven normalment controlats pel cacic o "coronel" local, un gran propietari que alhora era el cap polític regional.De fet, la part més pobra de la població ara i adés era maltractada per la policia paramilitar, i per això podia preferir la presència dels bandits abans que la de la policia. En aquesta societat, les disputes entre veïns podien esclatar a qualsevol moment i assolir elevats nivells de violència. La família de Virgulino es va veure immersa en una lluita mortal amb altres famílies locals. Son pare va fer canviar de residència dues vegades la família per evitar les disputes, primer a Nazaré, i després a Àgua Branca, a l'estat d'Alagoas. Els moviments van resultar inútils en tant que la violència seguia la família. Finalment, José Ferreira va morir en un enfrontament amb la policia el 18 de maig de 1921. Virgulino va cercar venjança i ho va fer de manera extremadament violenta. Es va convertir en un bandit, un cangaceiro, perseguit sense aturall per la policia (a qui anomenava macacos o micos). Virgulino havia pres el sobrenom de "Lampião" des del 1921, presumptament perquè podia disparar tan aviat un fusell de palanca que, de nit, semblava que estigués sostenint un llum.

### Lampião cap de colla

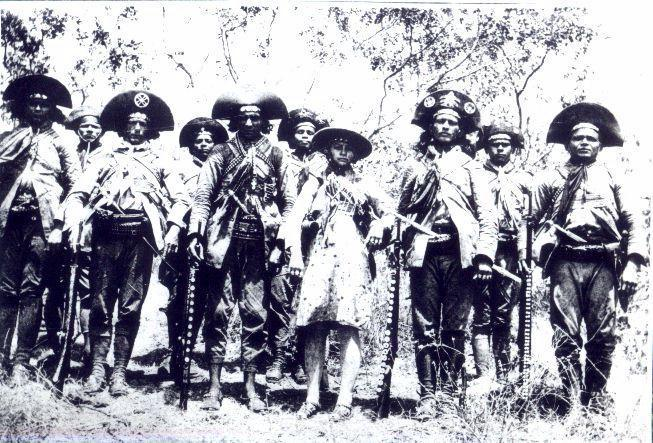
Lampião i alguns dels seus cangaceiros. Lampião es a l'esquerra del centre, a la seva dreta hi ha Maria Bonita. Es poden veure els distints capells de cuir amb tirants cap amunt i roba de pell. Els homes disposen de fusells mauser, una gran quantitat de munició i n'hi ha amb llargs ganivets de "peixeira", portats a la cintura.

Lampião es va associar amb un cap de colla de bandolers que nomia Sebastião Pereira. Després d'uns pocs mesos d'anar plegats, el 1922, Pereira es va retirar del bandolerisme; es va traslladar a l'estat de Goiás i va viure allà tranquil·lament fins a la vellesa. Aleshores Lampião es va fer càrrec de les restes de la banda de Pereira. Durant els següents 16 anys, va dirigir la colla de cangaceiros, que va variar d'entre una dotzena i un centenar de membres, en una cursa de bandolerisme a gran escala a través de set estats del nord-est del Brasil.
Segons el terreny i altres condicions, els bandits anaven a cavall o a peu. Estaven fortament armats i duien vestits de cuir, barrets, jaquetes, sandàlies, cinturons de munició i pantalons, per protegir-se de les espines de la "caatinga", l'arbust sec i la brossa de l'interior del nord-est del Brasil. La policia i els soldats sovint es vestien igual; en més d'una ocasió Lampião es va fer passar per agent de policia per obtenir informació quan es traslladava a una nova àrea d'operacions.
Les armes de foc i municions dels cangaceiros solien ser robades, o adquirides mitjançant suborns a les unitats de la policia o paramilitars, i consistien en rifles mauser i armes lleugeres, incloent rifles winchester, revòlvers i pistoles semiautomàtiques luger i mauser.
Una estranya i contradictòria pietat va caracteritzar el comportament de Lampião: mentre robava i matava, també pregava i reverenciava l'església i els sacerdots. Va dur molts símbols religiosos sobre la seva persona; suposadament els va conferir qualitats màgiques. Com moltes altres persones a la regió, va venerar particularment al pare Cícero, sacerdot de Juazeiro. Va destacar per la seva lleialtat cap als amics o cap als que devia agraïment. Va recompensar els seus seguidors i la població que el va protegir o ajudà (coiteros), i era de fiança si donava la seva paraula d'honor. Lampião era capaç d'actuar amb pietat i fins i tot amb caritat, però, emprava el terror per sobreviure. La seva enemistat, un cop desfermada, era implacable.
La colla de Lampião va atacar petits pobles i masies de set estats diferents, van prendre ostatges per demanar rescats, sovint van extorsionar amb amenaces per obtenir diners, robaren bestiar i cometeren molts d'assassinats. La banda va lluitar contra la policia durant 200 vegades i Lampião va resultar ferit sis vegades.
Un exemple de les activitats de Lampião és l'assalt a la petita ciutat de Queimadas a Bahia, el desembre de 1929. La seva colla va entrar a la ciutat i va tancar l'oficina de telègraf per evitar que la notícia s'estengués. Els set policies i el seu sergent es van tancar a la presó, mentre els presos eren posats en llibertat. Els ciutadans més rics varen haver de pagar una contribució monetària. Els bandolers, però, van pagar articles, com ara sabó i perfum, comprats a les botigues de la ciutat. Els set policies foren executats sumàriament amb trets al cap, però el sergent va romandre il·lès, ja que els ciutadans ho demanaren. A la tarda, Lampião va organitzar un ball per a la gent del poble i els seus cangaceiros. També va ordenar organitzar un espectacle de cinema. Els bandits estaven sota estrictes instruccions de no molestar les dones joves, i les seves ordres tengueren bon compliment. Els bandits van sortir de la ciutat a les 4:00 del matí; Lampião cavalcava una mula que després va retornari. En una altra ocasió va atacar un gran poble, Mossoró, a l'estat de Rio Grande do Norte, el juny de 1927. Els bandits van començar el seu assalt amb el so d'una corneta; en avançar cridaren visques i van cantar la seva cançó, Mulher Rendeira. No obstant això, els habitants van tenir temps d'organitzar una defensa i 300 ciutadans armats van expulsar els 60 cangaceiros de Lampião.
A més de participar en activitats delictives per sobreviure o per venjar-se, la banda de Lampião va lluitar en combats oberts amb les unitats de la policia paramilitar. Probablement la més gran d'aquestes batalles es va disputar el 28 de novembre de 1926, prop de Serra Grande, a vint milles de Vila Bela. Lampião amb uns 100 cangaceiros va combatre 295 soldats, matant-ne 10 i ferint-ne una dotzena.
Lampião es va ajuntar el 1930 amb Maria Gomes de Oliveira, coneguda com a Maria Déa o Maria Bonita. Les dones que s'uniren als bandejats, s'anomenaven cangaceiras, anaven vestides com els seus companys i participaren en moltes de les seves accions. Maria i Lampião van tenir una filla, anomenada Expedita, el 1932. Expedita, després de la mort dels seus pares, va ser criada pel seu oncle, João. João Ferreira va ser l'únic dels germans de Lampião que no es convertí en bandejat.

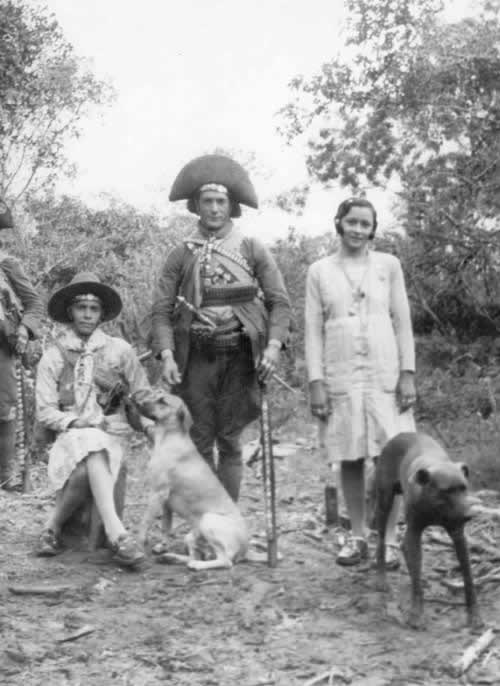
Lampião, al centre; Maria Bonita, a l'esquerra.

### Mort
El 28 de juliol de 1938, Lampião i la seva banda van ser traïts per un dels seus partidaris, Joca Bernardes, i van ser emboscats en un dels seus amagatalls, la granja d'Angicos, a l'estat de Sergipe. Una tropa policial, dirigida per João Bezerra i armada amb metralladores, va atacar els bandolers que hi havien acampat el matí. En un breu combat, Lampião, Maria Bonita i nou dels seus homes van morir, uns quaranta membres de la colla van aconseguir escapar. Els caps dels assassinats van ser tallats i enviats a Salvador, la capital de Bahia, per a examen dels especialistes de l'Institut Forense de l'estat. Més tard es van exposar públicament a la ciutat de Piranhas. El 1969, després de més de 30 anys, els caps tallats momificats van ser retirats de la mostra al museu de Salvador i enterrats al cementiri de Quintas a Salvador.

## El final delCangaço
Al començament de la dècada de 1920 hi havia actives un gran nombre de colles de bandits del "Cangaço". Quan Lampião es va convertir en un cangaceiro, unir-se al Cangaço era gairebé l'equivalent a una elecció professional. En el moment de la mort de Lampião, ell era l'únic cap de bandolers que restava. No obstant això, els seus principals subordinats, com Luis Pedro, Ângelo Roque i Corisco, sovint van dirigir bandits en operacions semi-independents a una distància considerable del campament principal, de vegades creuant fronteres estatals. La intel·ligència i el carisma de Lampião van assegurar que el bandolerisme a gran escala es mantingués viable en l'entorn canviant de finals dels anys trenta al Brasil. Als dos anys de la seva mort, el  Cangaço  ja era una cosa del passat. Una sèrie de possibles líders, com Corisco, van ser assassinats. Altres, com Ângelo Roque, es van lliurar a les autoritats per escapar a la pena de mort i demanar clemència. Alguns bandits fins i tot van matar els seus companys i els van decapitar, per a després informar la policia i demostrar que la seva renúncia al bandolerisme era sincera.

## Membres de la colla Lampião

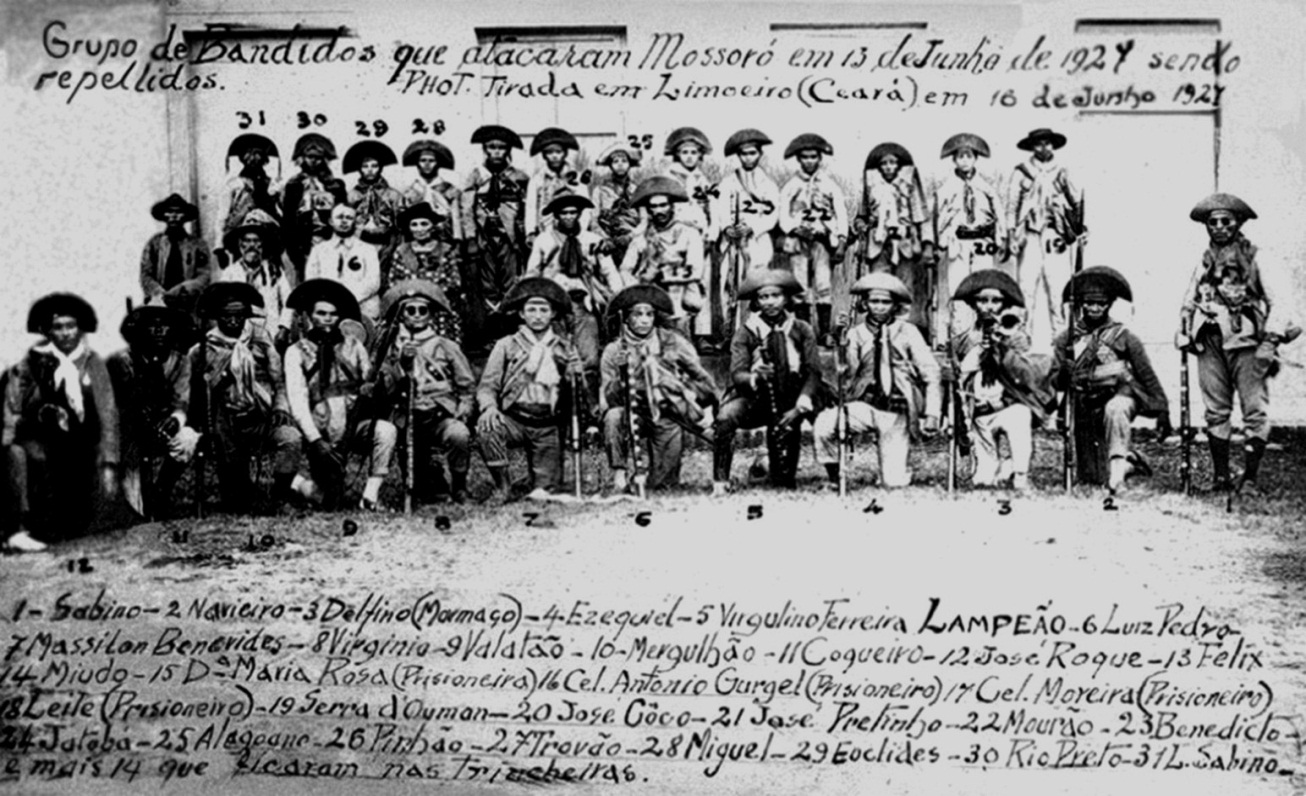
Colla de Lampião, amb 4 presoners, a Limoeiro després de l'atac a Mossoró de 1927. Lampião (5) està flanquejat pel seu germà Ezequiel i el seu fidel tinent Luis Pedro

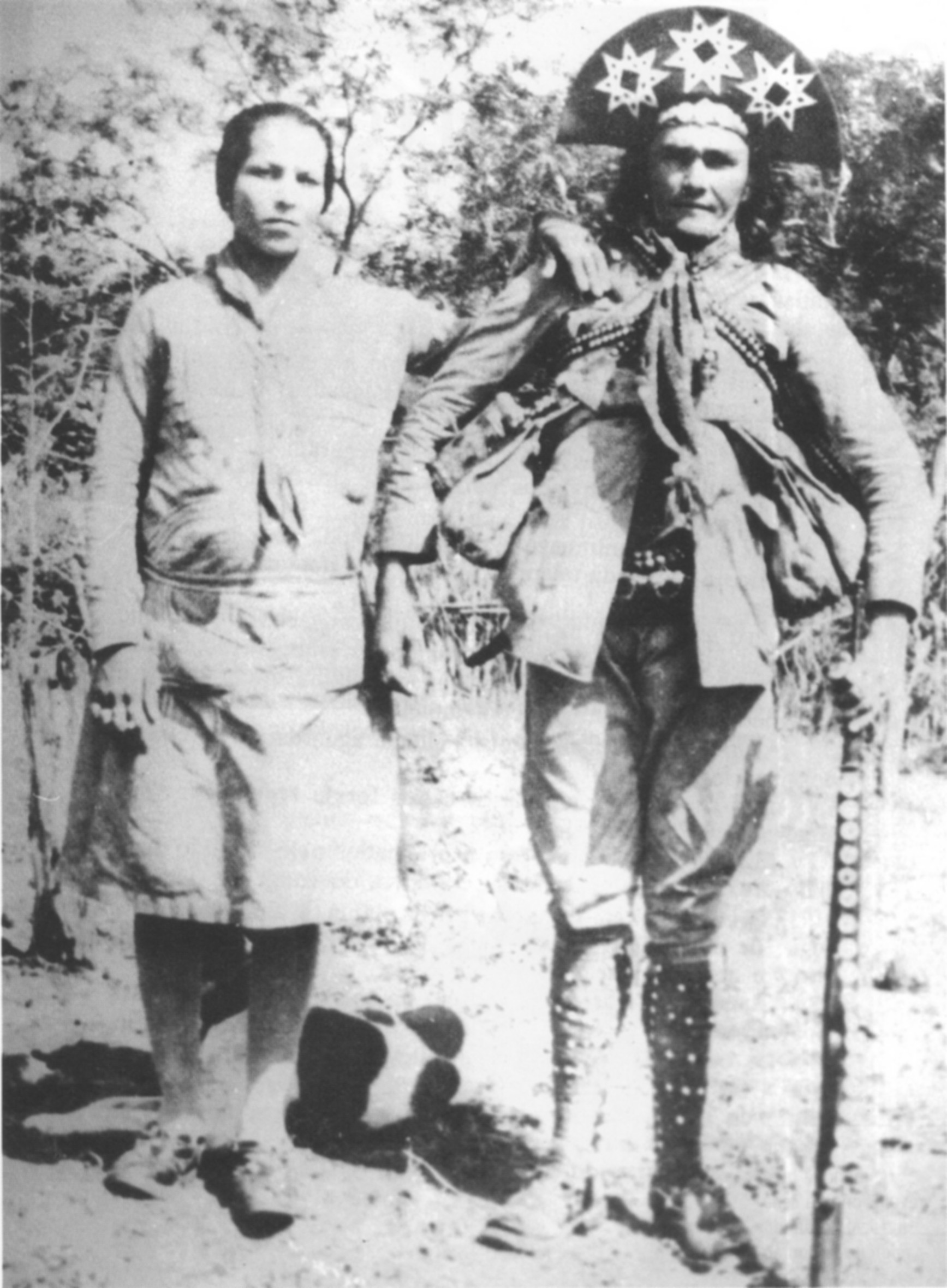
Dadá i Corisco

Lampião va esser actiu durant diversos anys i, per tant, molts homes i dones van passar pel seu grup. Entre els més destacats s'inclouen:
- Antônio Ferreira. El germà gran de Lampião, va morir en un accident el 1926.

- Levino Ferreira. Germà de Lampião, mort a una topada amb la policia el juliol de 1925.

- Ezequiel Ferreira. Germà menor de Lampião, mort a una topada amb la policia a l'abril de 1931.

- Luis Pedro. Tinent i membre de la banda durant més d'una dècada. Va matar accidentalment Antônio Ferreira el 1926 quan es va disparar una arma durant un enfrontament.

- Corisco (Cristino Gomes da Silva Cleto). Temut per la seva crueltat. S'especulava que prendria el control de la banda després d'Angicos, on no havia estat present. Cercant venjança pels fets de Poço Redondo, Corisco va interrogar Joca Bernardes, l'informant que havia traït Lampião, que va culpar a un altre, Domingos Ventura. Corisco va assassinar aquesta persona completament innocent i tota la seva família, incloses dues dones. Va ser mort per la policia el 1940.[5]

- Dadà (Sérgia Ribeiro da Silva). Esposa de Corisco. Va perdre una cama com a resultat de les lesions sofertes en la lluita en la qual va morir Corisco. Ella va morir el 1994.

- Ângelo Roque. Un tinent de confiança que tampoc era present quan va morir Lampião. Va romandre actiu fins a 1940 quan es va retre a la policia en tenir la seguretat que no seria executat. Va ser sentenciat inicialment a 95 anys de presó, que es van reduir més tard a 30 anys i després es va commutar el 1950.

- Volta Seca (Antônio dos Santos). Es va unir als bandits als 14 anys com a portador de missatges. Posteriorment va ser entrevistat a la presó i els seus relats van ser una font important per a la història de les activitats de Lampião. Va compondre i va cantar diverses cançons sobre els bandolers de Lampião. Molts anys més tard, el 1957, es van gravar per a un documental sonor de Todamérica.

## Heroi popular

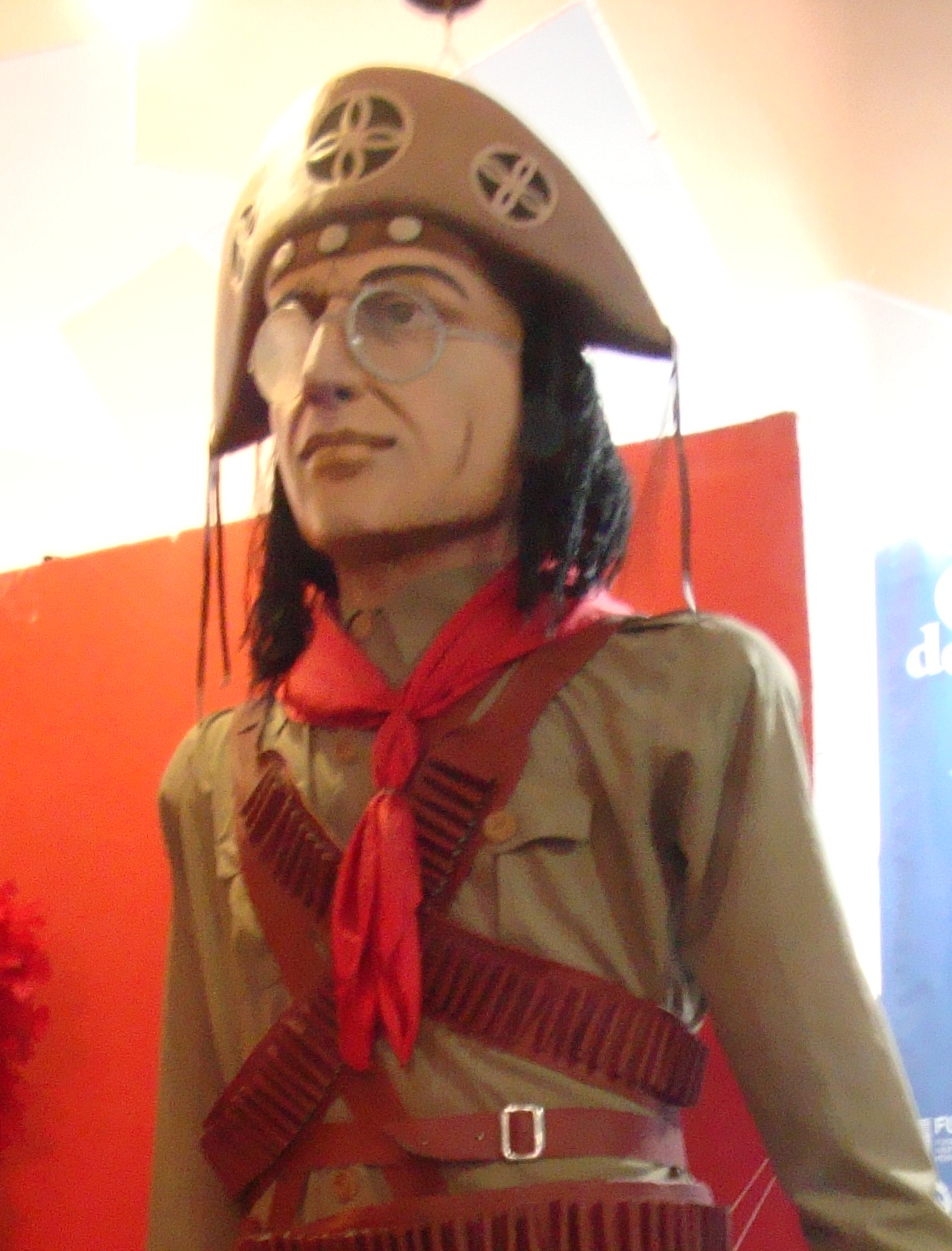
Lampião, escultura recent

Malgrat la seva història delicitiva, plena d'actes brutals i de salvatgisme, hi ha també en la història de Lampião moments de valor caracteritzats pel seu indubtable coratge, els seus actes ocasionals de misericòrdia i caritat, la seva pietat convencional i el seu ús calculat de la publicitat per garantir entrar a la història popular de Brasil com un heroi. Una de les anàlisis més desapassionades de Lampião conclou que, si era un heroi, era un heroi anarquista que forjà un lloc destacat per a ell en una societat i en un entorn polític on la gent posava els seus propis interessos per sobre de totes les altres consideracions.
El 1957 es van gravar les cançons associades als bandolers de Lampião, com "Cantigas de Lampião".
Joan Baez va gravar una versió de "Mulher Rendeira", reanomenada com "O Cangaceiro", al seu àlbum "Joan Baez / 5", publicat l'octubre de 1964. La lletra es refereix directament a Lampião.
La història de Lampião i Maria Bonita es va convertir en el tema d'innombrables històries populars, llibres, llibres de còmics, fullets populars (literatura de cordell), cançons, pel·lícules i una sèrie de telenovel·les, amb tots els elements del drama, la passió i la violència pròpies d'aquestes històries.

## Lampião compositor
"Mulher Rendeira" és un antic tema musical popular, molt cantat en temps de Lampião, amb un origen controvertit. Segons la versió més habitual de Frederico Bezerra Maciel, biògraf de Lampião, ell mateix hauria escrit els versos de la cançó. A això s'hi suma Câmara Cascudo, segons el qual Lampião hauria redactat la lletra en homenatge a l'aniversari de la seva àvia Maria Jocosa Vieira Lopes ("Tia Jacosa"), el 15 de setembre, que era una "rendeira", una filadora. La música es va convertir en un himne de guerra dels cangaceiros de la colla de Lampião.
Per això fou inclòs en el film "O Cangaceiro", de Lima Barreto, que el va fer cèlebre per tot arreu, amb una adaptació del compositor Zé do Norte (Alfredo Ricardo do Nascimento), autor d'altres músiques del film.

## Presència cultural de Lampião

### Música
- "Cangaceiro", música de banda Soulfly. La lletra tracta de manera explícita sobre Lampião: "Sou Lampião, sou bandido, eu sei que algum dia minha cabeça vão degolar." (1998)
- "Ratamahatta", música de banda. Cita Lampião junt a Zumbi dos Palmares i Zé do Caixão com a personatges brasilers (1996)
- "Candeeiro Encantado", música de Lenine, fa referència a Lampião
- "O Encontro de Lampião com Eike Batista", música de banda El Efecto

### Literatura
- Capitães da Areia, novel·la de Jorge Amado (1937), esmenta Lampião.

### Cinema i televisió
- O Cangaceiro, dirigit per Lima Barreto (1953)
- O Lamparina, produït per Amácio Mazzaropi|Mazzaropi i dirigit per Glauco Mirko Laurelli (1963)
- Corisco, o Diabo Loiro, direcció de Carlos Coimbra (1969)
- Lampião e Maria Bonita, minisèrie brasilera `produïda per Rede Globo (1982)
- O Cangaceiro Trapalhão, dirigit per Daniel Filho (1983)
- Mandacaru, telenovel·la brasilera produïda per Rede Manchete (1997)
- Baile Perfumado, dirigit per Lírio Ferreira i Paulo Caldas (1997)
- Canta Maria, dirigit per Francisco Ramalho Jr (2006)
- Cordel Encantado, telenovel·la brasilera produïda per la Rede Globo (2011)
- A Luneta do Tempo, film brasiler dirigit i escrit per Alceu Valença (2016)
- Feminino Cangaço, documental dirigit per Lucas Viana i Manoel Neto (2013)[8]